# Мурафа (заказник)
Мура́фа — ландшафтний заказник місцевого значення в Україні. Розташований у долині річки Мурафа, притоки Дністра, між селами Скалопіль та Вила Ярузькі на території Чернівецької селищної та Бабчинецької сільської громад Могилів-Подільського району Вінницької області. 
Площа - 220 га. Оголошений відповідно до Рішення Вінницького облвиконкому № 263 від 28.10.1990 року. Перебуває у віданні Вило-Ярузької, Лозівської та Мазурівських сільських рад. 
За фізико-географічним районуванням України (1968 р.) територія заказника належить до Ямпільсько-Придністровського району Придніпровсько-Подільської області Дністровсько-Дніпровської лісостепової провінції Лісостепової зони. Характерним для цієї ділянки є лісовий і лучний остепнений ландшафт річкової заплави. З геоморфологічної точки зору описувана територія є заплавною терасою алювіальної акумулятивної рівнини. 
Клімат території помірно континентальний. Для нього характерне тривале нежарке літо і порівняно недовга, м'яка зима. Середня температура січня становить — 4,5…-5°C, а липня +20,5…+ 20 °C. Річна кількість опадів — 500—475 мм. 
За геоботанічним районуванням України (1978 р.) територія належить до Вінницького (Центральноподільського) округу Подільсько-Бесарабської провінції Європейської широколистяної області. 
Територія заказника є малозміненим ландшафтом каньойоноподібних річкових долин Придністровського Поділля. Ділянка тягнеться вузькою смугою довжиною 3,5 км вздовж течії річки Мурафа. Глибина перерізу плакора річкової долини складає близько 100 м, а крутизна схилів — 30-40° і більше. Кристалічні породи залягають вище базису ерозії, тому виходять у долині р. Мурафа на поверхню. 
Лівий берег крутий, з численними гранітними скелями, відомий під назвою «Падунів ліс». На його схилах добре виражений висотний розподіл рослинних угруповань. У нижній частині схилу зростають вузькою смугою угруповання вільхи чорної. Вище розташовані ділянки грабової діброви яглицевої, ще вище по схилу — ділянки грабової діброви зірочникової і волосистоосокової. Найбільш сухі лобові частини на верхніх ділянках схилів займають дубові ліси татарськокленові (конвалієві і волосистоосокові). За площею на масиві переважають ліси середньовікові, біля 75 % площі займають грабово-дубові і похідні від них грабові ліси, є штучні посадки клена і горобини білої. 
Значну цінність становить трав'яний ярус лісу, у якому переважають типові неморальні тінелюбні широкоареальні види — копитняк європейський, яглиця звичайна, зірочник лісовий, чина весняна, материнка пахуча та ін. Поряд з ними добре виражене флористичне ядро неморальних світлолюбивих видів, в тому числі субсередземноморських, таких як осока парвська, медунка м'яка, перлівка одноцвіта, купина широколиста тощо. У щілинах гранітних скель масово зустрічаються папороті: аспленій волосовидний, багатоніжка звичайна, пухирник ламкий. Зростають у лісі види, занесені до Червоної книги України — лілія лісова, півники угорські, ломиніс цільнолистий, барвінок трав'янистий, горицвіт весняний. 
Великі популяції утворюють цінні ранньовесняні види: проліска дволиста, печіночниця звичайна, горицвіт весняний. Правий берег р. Мурафа має ще більшу флористичну цінність. Тут переважають схили південної і південно-західної експозиції, на яких домінують реліктові рідкісні угруповання осоки низької, занесені до Зеленої книги України. 
Тваринний світ представлений великою кількістю плазунів — ящірка прудка, вуж звичайний, гадюка звичайна та ін., а також комах — дикі бджоли, джмелі та ксилокопа фіолетова, занесена до Червоної книги України. Територія заказника є місцем гніздування багатьох видів птахів.

## Галерея

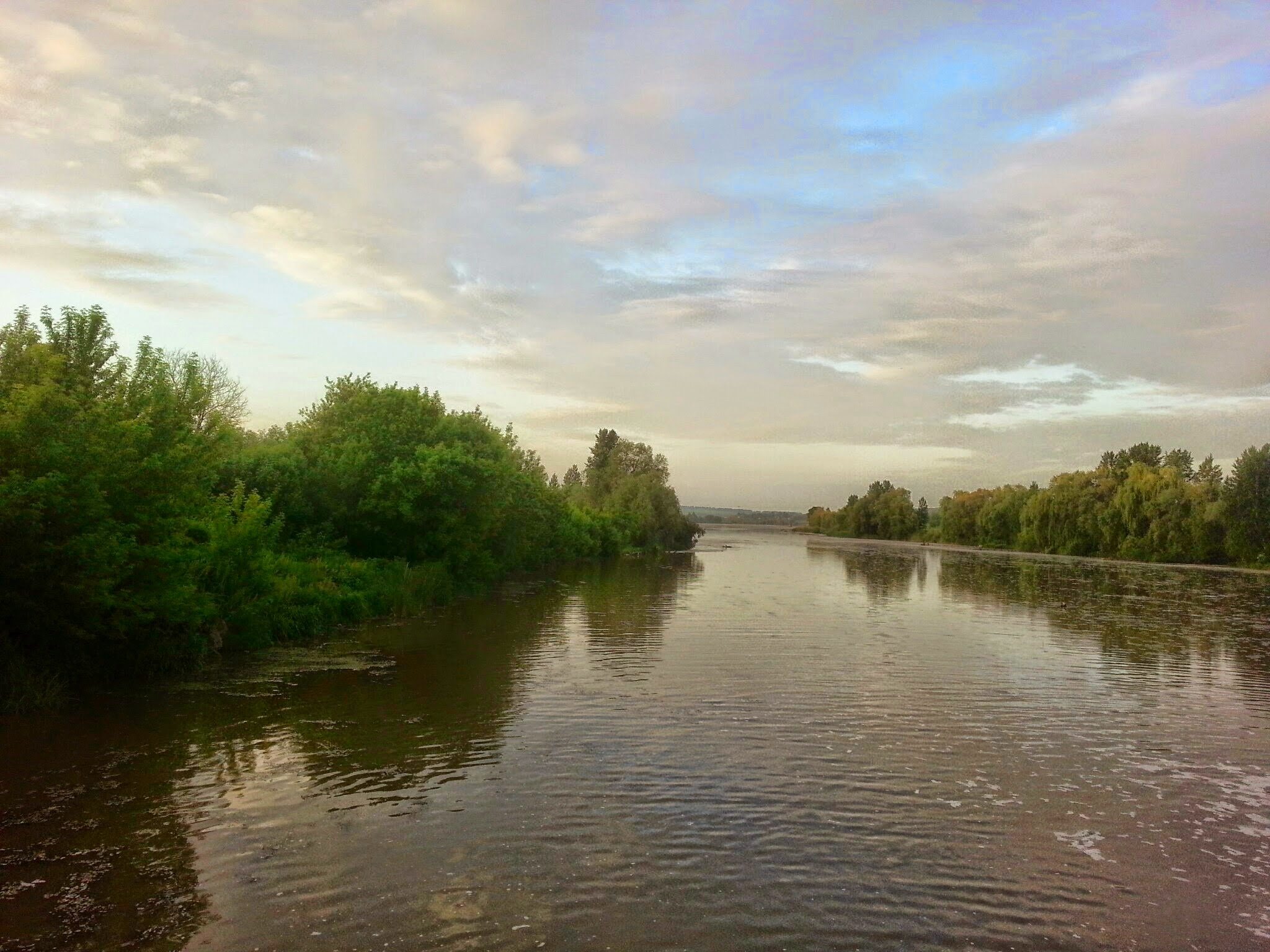
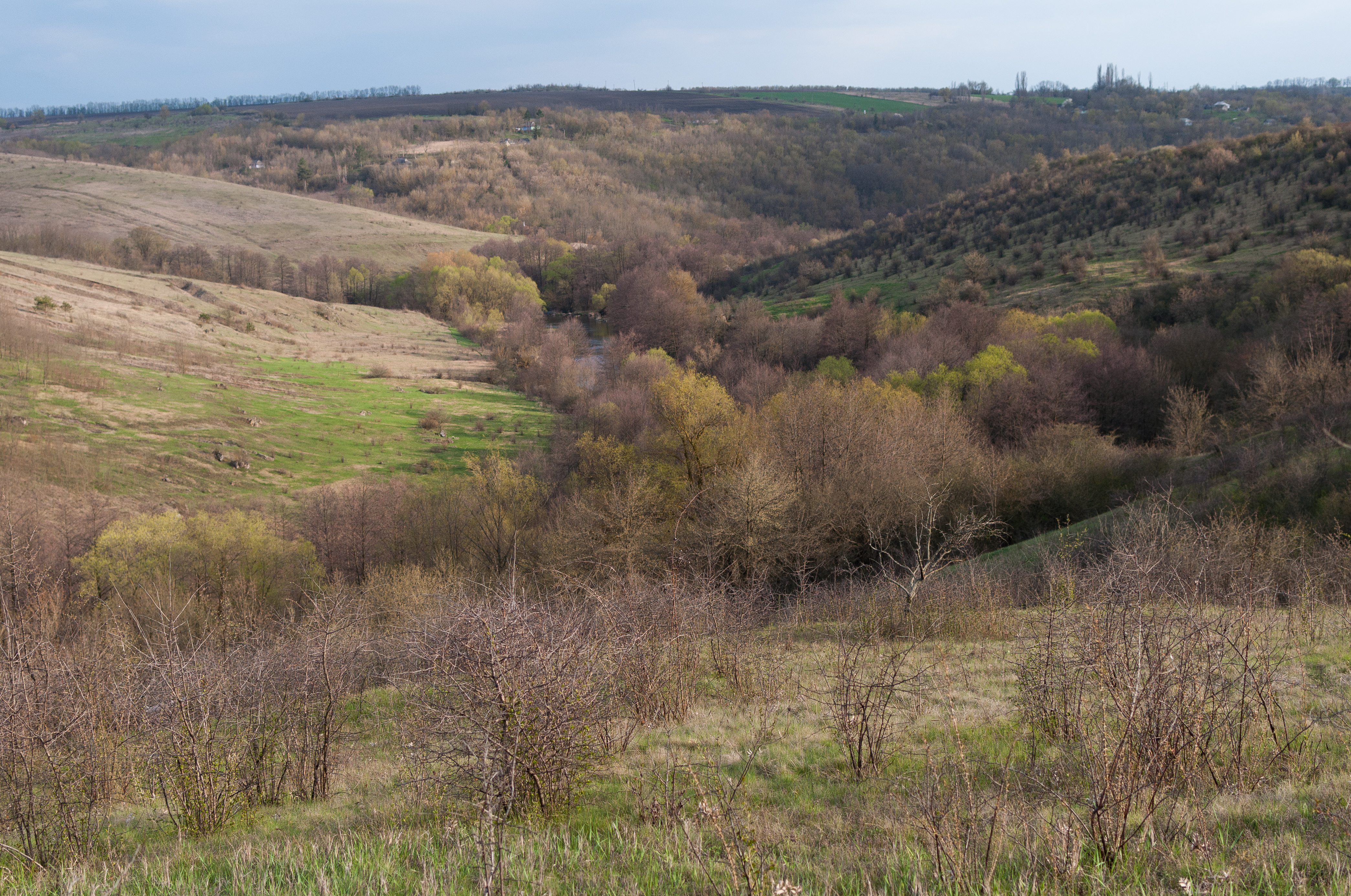
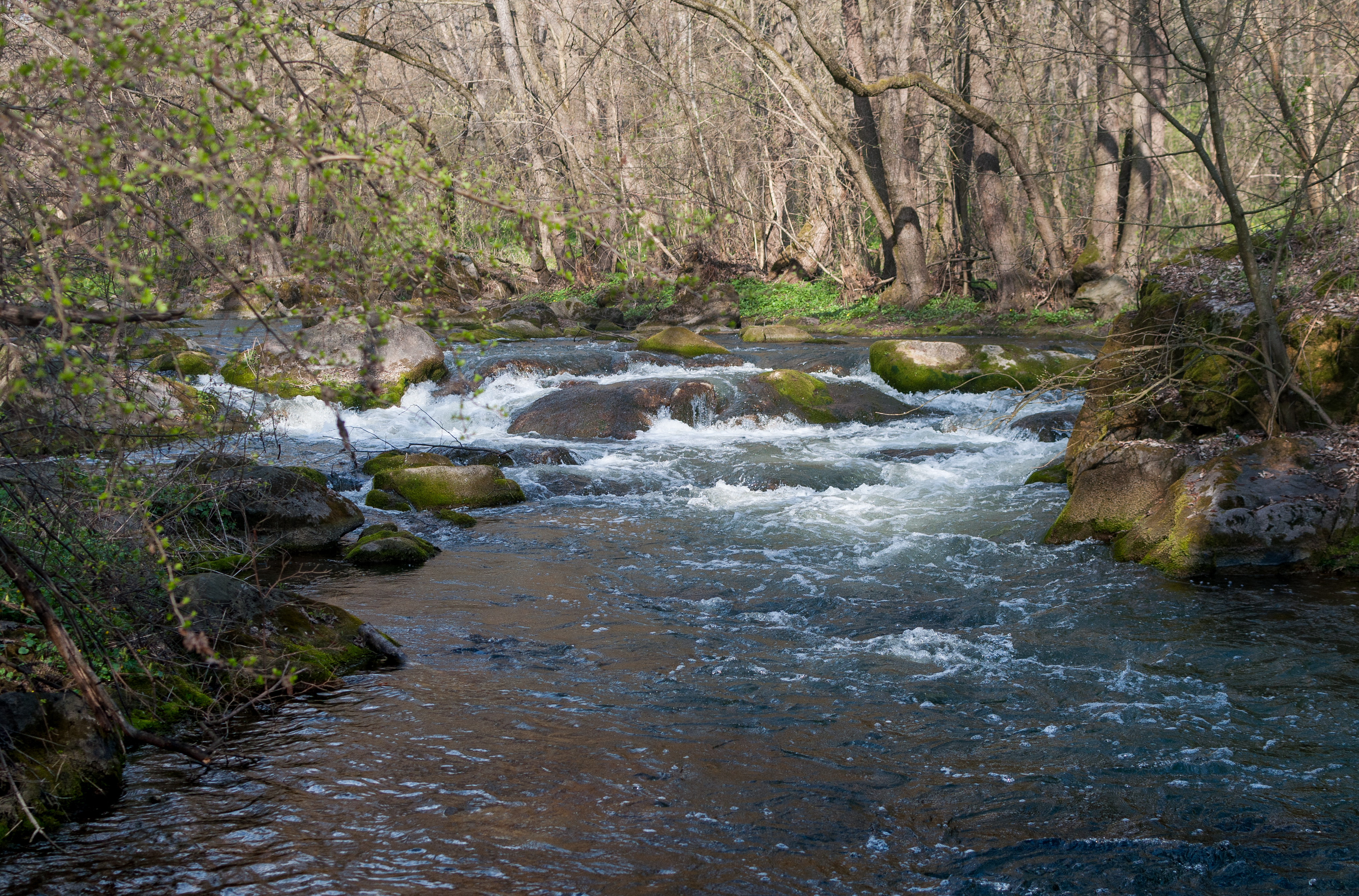